# Hopfenberg (Rhön)
Der Hopfenberg bei Schwarzenfels im hessischen Main-Kinzig-Kreis ist ein 491,5 m ü. NHN hoher und bewaldeter Berg der Rhön.

## Geographie

### Lage
Der Hopfenberg liegt im Naturpark Hessischer Spessart. Westlich vorbei fließt etwa in Nord-Süd-Richtung der Sinn-Zufluss Schmale Sinn, deren oberes Tal bei Mottgers die Mittelgebirge Rhön und Spessart voneinander trennt. Von der Süd- und Südwestflanke des Berges zieht sich nach Süden in Richtung Güntershöfe das Dorf Schwarzenfels, und nach Norden fällt seine Landschaft nach Weichersbach ab. Alle genannten Ortschaften sind Ortsteile der Gemeinde Sinntal. Nordöstlicher Nachbarberg ist der Stiftes (567,7 m) und südöstlicher der Escheberg (516,3 m).

### Naturräumliche Zuordnung
Der Hopfenberg gehört in der naturräumlichen Haupteinheitengruppe Osthessisches Bergland (Nr. 35), in der Haupteinheit Vorder- und Kuppenrhön (353) und in der Untereinheit Kuppenrhön (353.2) zum Naturraum Brückenauer Kuppenrhön (353.20), wobei sich im Westen jenseits der Schmalen Sinn die zur Haupteinheitengruppe Odenwald, Spessart und Südrhön (14) und zur Haupteinheit Sandsteinspessart (141) gehörende Untereinheit Schlüchterner Becken (141.6) anschließt.

## Burg Schwarzenfels
Auf dem Südwestsporn des Hopfenbergs thront oberhalb des Dorfs Schwarzenfels die 1280 erstmals erwähnte Burg Schwarzenfels (ca. 427 m). Ihre Kernburg ist eine Ruine, erhalten ist das Marstallgebäude und der Uhrturm am Hofeingang.

## Verkehr und Wandern
Südlich bis südöstlich vorbei am Hopfenberg zieht sich die Landesstraße 3180, die Mottgers im Westsüdwesten durch Schwarzenfels mit Züntersbach im Ostnordosten verbindet. Zum Beispiel an dieser Straße oder an deren Nebenstraßen in Schwarzenfels beginnend kann der Berg auf Waldwegen und -pfaden erwandert werden. Im unteren Teil seiner Westflanke verläuft oberhalb der Schmalen Sinn die Schnellfahrstrecke Hannover–Würzburg mit der zwischen Mottgers und Weichersbach liegenden nördlichen Ein- und Ausfahrt des 2,12 km langen Schwarzenfelstunnels.